# Black Hole (banda desenhada)
Black Hole é uma série limitada de histórias em quadrinhos em doze edições escrita e ilustrada por Charles Burns do gênero terror, foi publicado conjuntamente pela Kitchen Sink Press e Fantagraphics. A história lida com as consequências de uma doença sexualmente transmissível que causa mutações grotescas em adolescentes. Segundo Burns, as mutações são uma metáfora para a adolescência, o despertar sexual e a transição para a vida adulta.

## História
Uma estranha doença sexualmente transmissível tem acometido os adolescentes de uma pequena cidade perto de Seattle. Ao se contaminarem, os jovens desenvolvem mutações: uma menina tem uma cauda, outra cria membranas interdigitais, por exemplo. Algumas dessas pessoas estranhas passam a viver na floresta que circunda a cidade.
A história se concentra em dois casais: Keith e Eliza, Rob e Chris. Keith gosta de Chris, mas não é recíproco. Keith então conhece Eliza, que tem a doença. Os dois se relacionam e Keith acaba sendo contaminado. Um outro garoto, Rob, transmite a doença para Chris. Chris foge de casa com Rob e vai morar no meio da floresta. Um dia, um homem com a mutação mata Rob e Chris não fica sabendo o que houve. Dave, um amigo em comum, se aproxima de Chris e se declara a ela, mas ela o rejeita. Perturbado, Dave pega uma arma e começa a matar os amigos. Chris consegue fugir, Dave se mata.
Ao final, Keith e Eliza fogem da cidade e vislumbram uma vida juntos. Chris vai até a praia que ela e Rob costumavam frequentar juntos. Ela se lança no oceano, incerta sobre o seu futuro.
Black Hole visualmente desafia o leitor com imagens forte e desconfortáveis. De todas as formas, tem muitas características em comum com o movimento dos quadrinhos underground dos anos 1960, em sua ênfase sobre drogas e sexo.
Um exame mais detalhado do trabalho de Burns, no entanto, revela um subtexto perturbador que força o leitor a lidar com acontecimentos que se desenrolam em um ambiente hostil, em resposta a uma epidemia de adolescentes, de forma semelhante à que foi criada a partir da verdadeira epidemia de AIDS na década de 1980, quando foi tachada como uma doença de homossexuais.

## Publicação
Foi publicado originalmente em 12 edições entre 1995 e 2005. As primeiras quatro edições foram lançadas pela Kitchen Sink Press, após o fechamento da mesma, a Fantagraphics republicou estas quatro e as oito restantes. Um volume de capa dura com a obra completa foi lançado pela Pantheon Books, em 2005. Esta edição, no entanto, carece de muitas páginas que foram incluídas na primeira publicação consideradas por alguns críticos como essenciais.
No Brasil foi publicada primeiramente pela editora Conrad em duas edições entre 2007 e 2008. Depois foi republicada em volume integral e capa dura pela editora DarkSide Books em 2017.

### Críticas
- Review in TIME magazine
- Review in Washington Post